# Wiktor Batycki
Wiktor Batycki (ur. 11 listopada 1883, zm. 1951 w Wielkiej Brytanii) – podpułkownik dyplomowany saperów Wojska Polskiego.

## Życiorys
Wiktor Batycki był oficerem Armii Imperium Rosyjskiego, a następnie I Korpusu Polskiego w Rosji. 7 listopada 1918 został przyjęty do Wojska Polskiego z zatwierdzeniem posiadanego stopnia porucznika i przydzielony do Lotnictwa Wojskowego w Warszawie. Walczył na wojnie z bolszewikami.
1 czerwca 1921 pełnił służbę w Oddziale IV Naczelnego Dowództwa, pozostając oficerem nadetatowym 2 pułku wojsk kolejowych w Jabłonnie. W 1923 pełnił służbę w Oddziale IV Sztabu Generalnego na stanowisku wojskowego komisarza kolejowego, w dalszym ciągu pozostając w ewidencji 2 pułku kolejowego. W okresie od 2 listopada 1923 do 15 października 1924 był słuchaczem III Kursu Doszkolenia Wyższej Szkoły Wojennej w Warszawie. Z dniem 15 października 1924, po ukończeniu kursu i otrzymaniu dyplomu naukowego oficera Sztabu Generalnego, został przydzielony do Dowództwa Okręgu Korpusu Nr VIII w Toruniu na stanowisko szefa Oddziału Ogólnego Sztabu. W 1928 styczniu został przeniesiony z DOK VIII do 5 pułku saperów w Krakowie na stanowisko dowódcy pułku. Z dniem 4 grudnia 1928 został przeniesiony z korpusu oficerów saperów kolejowych do korpusu oficerów inżynierii i saperów. W marcu 1929 został przeniesiony do Powiatowej Komendy Uzupełnień Kraków Miasto na stanowisko komendanta. W sierpniu 1931 został zwolniony z zajmowanego stanowiska służbowego. W 1934 pozostawał w ewidencji Powiatowej Komendy Uzupełnień Warszawa Miasto III z przydziałem mobilizacyjnym do Oficerskiej Kadry Okręgowej Nr I. Był wówczas „przewidziany do użycia w czasie wojny”. Zmarł w 1951. Był mężem Janiny Anders siostry generała Władysława Andersa.

## Awanse
- porucznik – ze starszeństwem z 13 grudnia 1917[15]
- kapitan – 9 września 1920 zatwierdzony z dniem 1 kwietnia 1920, w „Korpusie Wojsk Kolejowych, w grupie byłych Korpusów Wschodnich i byłej armii rosyjskiej”[16]
- podpułkownik – 3 maja 1922 zweryfikowany ze starszeństwem z dniem 1 czerwca 1919 i 9. lokatą w korpusie oficerów kolejowych, od 4 grudnia 1928 podpułkownik ze starszeństwem z dniem 1 czerwca 1919 i 24,5 lokatą w korpusie oficerów inżynierii i saperów[17][18]